# جوزيف فليتشير
جوزيف فليتشير (بالإنجليزية: Joseph Fletcher)‏ هو أكاديمي أمريكي، ولد في 10 أبريل 1905 في نيوآرك في الولايات المتحدة، وتوفي في 28 أكتوبر 1991 في شارلوتسفيل في الولايات المتحدة.

## وصلات خارجية
- جوزيف فليتشير على موقع إن إن دي بي (الإنجليزية)